# Trilogmöte
Ett trilogmöte, eller trepartsmöte, är ett inofficiellt sammanträde mellan företrädare för Europaparlamentet, Europeiska unionens råd och Europeiska kommissionen med syfte att gemensamt behandla lagstiftningsärenden inom Europeiska unionen. Genom trilogmöten kan de tre institutionerna utbyta ståndpunkter under lagstiftningsprocessen och på så sätt nå den enighet som i slutändan är nödvändig för att ett lagförslag ska kunna antas.
Antalet trilogmöten ökade kraftigt efter Lissabonfördragets ikraftträdande den 1 december 2009 eftersom Europaparlamentet då fick samma lagstiftande makt som rådet inom nästan alla politikområden. Dessförinnan hade rådet och kommissionen egna dialogmöten. Även om Lissabonfördraget innehåller bestämmelser om förlikningsförfaranden som kan tillämpas när de lagstiftande institutionerna inte kan enas om ett lagförslag, används det inofficiella förfarandet med trilogmöten i mycket större utsträckning än det formella förfarandet med förlikningskommittéer.
Eftersom trilogmötena är inofficiella omfattas de inte av de bestämmelser om öppenhet som unionens fördrag föreskriver. Trilogmötena har kritiserats av Europeiska ombudsmannen för att försvåra medborgarnas insyn i lagstiftningsprocessen.